# Kearns (Utah)
Kearns es un lugar designado por el censo ubicado en el Condado de Salt Lake en el estado estadounidense de Utah. En el año 2000 tenía una población de 33.659 habitantes y una densidad poblacional de 2700,4 personas por km², un aumento del reportado en 1990 de 28.374 habitantes, debido a una pequeña parte del territorio incorporado en Taylorsville en 1996. Se espera que el consejo de la comunidad recientemente elegido pida un voto de incorporación en un futuro próximo. El epónimo es de un senador del estado de Utah, Thomas Kearns.
Actualmente, la ciudad atrajo a la prensa porque, dos días después de la Masacre de la Escuela Primaria de Sandy Hook, un niño de 11 años fue armado a un colegio de la ciudad y amenazó a muchos alumnos con matarlos si decían que había llevado un arma a clase. Un profesor se la arrebató y le arrebató al arma.

## Geografía
Kearns se encuentra ubicado en las coordenadas 40°39′11″N 112°0′24″O / 40.65306, -112.00667. Según la Oficina del Censo, la localidad tiene un área total de 12,5 km² (4,8 mi²), de la cual toda es tierra.
En las olimpiadas de invierno de 2002 Kearns era el lugar donde se encontraba la pista de velocidad. Debido a su altitud, que hace que el viento sea fino, y a su arquitectura única, que permite controlar las condiciones de temperatura y hielo, allí se vieron muchos records durante los juegos. Posiblemente sea la pista de hielo más rápida del mundo. Las pistas de hielo se siguen usando tanto para acontecimientos deportivos como para el patinaje público.

## Demografía
Según la Oficina del Censo en 2000 los ingresos medios por hogar en la localidad eran de $45,711, y los ingresos medios por familia eran $46,598. Los hombres tenían unos ingresos medios de $31,444 frente a los $22,838 para las mujeres. La renta per cápita para la localidad era de $14,110. Alrededor del 7.1% de la población de Kearns estaba por debajo del umbral de pobreza.